# John C. Mather
John C. Mather, född 7 augusti 1946 i Roanoke, Virginia, är en amerikansk fysiker verksam vid NASA:s Goddard Space Flight Center i Maryland. 
Han tilldelades Nobelpriset i fysik 2006 tillsammans med George F. Smoot "för upptäckten av den kosmiska bakgrundsstrålningens svartkroppsform och anisotropi". Mather och Smoot utförde noggranna mätningar med COBE-satelliten där man visade på små variationer i den kosmiska bakgrundsstrålningen. Dessa variationer är ett starkt bevis för Big Bang-teorin.